# Цезионовые
Цезионовые (лат. Caesionidae) — семейство морских пелагических лучепёрых рыб из отряда окунеобразных. Они относятся к окунеобразным, но адаптированы к питанию планктоном, а не крупной добычей. Обитают на рифах в Индо-Тихоокеанском регионе.
Это рыбы с обтекаемым телом, до 60 см в длину, хотя большинство видов достигают только около половины этой длины. Рот маленький, сильно выдвижной.

## Роды
В состав семейства включают 4 рода с 23 видами:
- Caesio — Цезии
- Dipterygonotus — Двупёрки
- Gymnocaesio — Гимноцезии
- Pterocaesio — Птероцезии